# Inga microgyna
Inga microgyna är en ärtväxtart som beskrevs av Uribe. Inga microgyna ingår i släktet Inga och familjen ärtväxter. Inga underarter finns listade i Catalogue of Life.